# Dobricz
Dobricz (bułg. Добрич), do 1882 Chadżiogłu-Pazardżik (Хаджиоглу-Пазарджик), w latach 1913–1940 Bazardżik, 1949–1993 Tołbuchin (Толбухин) – miasto w północno-wschodniej Bułgarii (bułgarska część Dobrudży), stolica obwodu Dobricz; handlowy ośrodek regionu rolniczego; przemysł spożywczy (młynarstwo, olejarstwo, przetwórstwo mięsa, owoców i warzyw), maszynowy, włókienniczy (głównie bawełniany), meblarski, ceramiczny; węzeł drogowy; naukowo-badawczy instytut rolnictwa; klub sportowy. Według danych szacunkowych Ujednoliconego Systemu Ewidencji Ludności oraz Usług Administracyjnych dla Ludności, 15 września 2023 roku miejscowość liczyła 87 963 mieszkańców.

## Historia

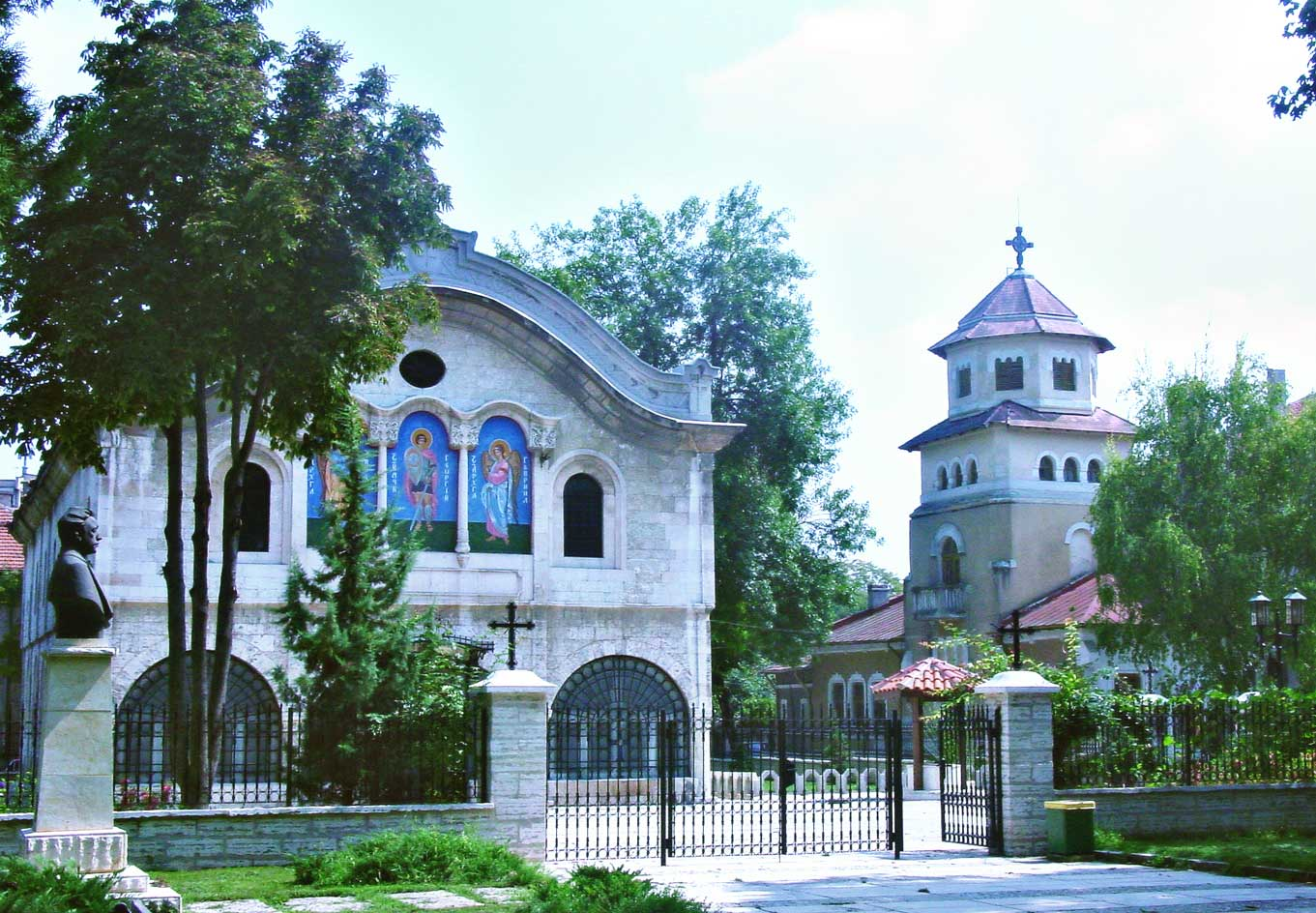
Cerkiew św. Jerzego

Pierwsza osada powstała  XVI wieku na skrzyżowaniu szlaków handlowych prowadzących znad Dunaju do Morza Czarnego. Nadana miastu nazwa Chadżiogłu-Pazardżik na cześć jego założyciela, tureckiego kupca zachowała się do 1882. Od XVII do XIX wieku powstał tu ośrodek rzemiosła artystycznego, handlu i rolnictwa. Na początku XIX wieku liczba mieszkańców wynosiła około dwunastu tysięcy, głównie pochodzenia tureckiego. Pierwsi bułgarscy osadnicy przybyli tu po wojnach rosyjsko-tureckich (1810, 1828 i 1845). Duża grupa bułgarskich osadników zamieszkała w Dobriczu po wojnie krymskiej. Od 1851 odbywały się targi w Dobriczu, na które przyjeżdżali kupcy z Warny, Ruse, Szumenu i kilku innych miast.
Rządy osmańskie nad Chadżiogłu-Pazardżik zakończyły się 27 stycznia 1878, a 19 lutego 1882 nazwę miasta zmieniono na Dobricz, od Dobroticy – średniowiecznego władcy tych ziem. Trzy kolejne wojny, które Bułgaria stoczyła na początku XX wieku, miały wpływ na historię miasta. Pierwsza rumuńska okupacja trwała do 1916. W 1919 po traktacie pokojowym Neuilly, południowa Dobrudża (w tym Dobricz) została przyłączona do Rumunii. Stan ten utrzymał się do 1940, gdy 25 września wojska bułgarskie zajęły miasto. W tym dniu jest obecnie obchodzony dzień Dobricza. Od 1949 miasto nazywało się Tołbuchin, na cześć sowieckiego marszałka Fiodora Tołbuchina, dowodzącego armią, która w 1944 wyzwoliła miasto. Jednak 19 września 1990 dekret ówczesnego prezydenta Bułgarii przywrócił miastu dawną nazwę Dobricz.

## Miasta partnerskie
- Pińsk
- Golmud
- Zalaegerszeg
- Kawadarci
- Nowy Sącz
- Konstanca
- Saratów
- Szafuza
- Kırklareli
- Izmaił